# Mercat d'esclaus (amb aparició del bust invisible de Voltaire)
Mercat d'esclaus (amb aparició del bust invisible de Voltaire) és una pintura de Salvador Dalí. El quadre representa un mercat d'esclaus, mentre una dona en un estand observa la gent. Una varietat de persones sembla compondre el rostre de Voltaire que apareix situat sobre un objecte per a formar un bust. Voltaire va ser un escriptor i filòsof francès conegut per la seva oposició a l'esclavitud.
L'oli sobre tela es va acabar l'any 1940. Dalí utilitza la tècnica anomenada doble imatge i va descriure el seu treball com «per fer que l'anormal sembli normal i l'anormal sembla anormal».